# Georg Strickrodt
Georg Strickrodt (* 5. März 1902 in Kassel; † 28. Februar 1989 in Darmstadt) war ein deutscher Politiker der CDU, Leiter der Rechtsabteilung der Hermann-Göring-Werke, niedersächsischer Finanzminister und Professor für Finanz- und Steuerrecht.

## Vor 1945
Strickrodt studierte ab 1922 Rechtswissenschaft und Volkswirtschaft an der Universität Frankfurt am Main, Universität Marburg, Universität Leipzig und Universität Göttingen. 1927 promovierte er zum Dr. jur. Ab 1927 war er Regierungsrat. 1936 wurde er nach eigenen Angaben aus politischen Gründen aufgrund des Gesetzes zur Wiederherstellung des Berufsbeamtentums entlassen und war anschließend erwerbslos. Seit 1937 war Strickrodt an führender Stelle der Reichswerke Hermann Göring als Leiter der Rechtsabteilung beschäftigt und galt als rechte Hand Paul Pleigers, des Vorstandsvorsitzenden der Reichswerke. Er entwickelte 1938 den Plan zur Zusammenlegung der eisenverarbeitenden Werke im Raum Salzgitter. Er war u. a. am rückwirkenden Vertragsabschluss zur Errichtung des Arbeitserziehungslagers Hallendorf, dem berüchtigten Lager 21, der Reichswerke und der Gestapo im Herbst 1940 mit dem Braunschweiger Staatspolizeileiter, Horst Freytag, und dem Vorstandsmitglied der Reichswerke Wilhelm Meinberg beteiligt. In diesem Vertragswerk mit der Gestapo wurde dieses Arbeitslager als „Sonderlager Watenstedt“ für „polizeiliche Zwecke“ bezeichnet. Die Bewachung der Häftlinge erfolgte unter dem Kommando der Gestapo aus Braunschweig und die Reichswerke stellten hierfür einen Teil der Wachmannschaften kostenlos ab. Da der Lageplan der beiden Arbeitserziehungslager für das Männer- und Frauenlager, wobei letzteres 1942 errichtet wurde, seine Unterschrift trägt, war er auch an der Vertragsgestaltung des Frauenlagers beteiligt.

Nachweislich reiste er im Auftrage der Reichswerke nach Holland zum Eisen-Walzwerk Yjuiden und nach Frankreich zu den Minette-Eisenerzvorkommen in Lothringen hinsichtlich der Vorbereitung einer Übernahme ausländischer Werke bzw. Bergwerke in den von der Wehrmacht besetzten Gebieten.

## Nach 1945
1946 war er Mitglied des Ernannten Braunschweigischen Landtages. Von 1946 bis 1950 war er in den ersten drei Kabinetten von Ministerpräsident Hinrich Wilhelm Kopf erster niedersächsischer Finanzminister. Von 1947 bis 1951 war er Mitglied des Niedersächsischen Landtages und Professor an der TU Darmstadt am Institut für Finanz- und Steuerrecht. Ferner bekleidete er zahlreiche Positionen in Wirtschaft und Organisationen. So war nach dem Kriege Mitglied im Aufsichtsrat der Salzgitter AG, Präsident der Deutschen Straßenliga e. V., Mitglied in der Fachkommission V der Deutschen Atomkommission, Beiratsmitglied beim Bundesminister für Wohnungswesen, Städtebau und Raumordnung und er war Vorstandsmitglied des Bundesausschusses für Wirtschaftspolitik der CDU.

## Auszeichnungen
1978 wurde Georg Strickrodt mit dem Großen Bundesverdienstkreuz geehrt.

## Werke
- Das Nationalbudget. - Seine Bedeutung für die politische Strategie und das unternehmerische Handeln, Berlin, Duncker & Humblot, 1953
- Aufgaben der Finanzverfassungsreform bei der Neuordnung des deutschen Strassenwesens, Kohlhammer, 1970
- Zeitalterprägung und Standortbestimmung des personalen und des politischen Bewusstseins, Gabler, 1979
- Ottmar Bühler/Georg Strickrodt, Steuerrecht (2 Bd.), 1970
- Das deutsche Baurecht nach der Neuordnung durch das Bundesbaugesetz, Verlag Handelsblatt, 1970
- Kritische Bestimmung der Wettbewerbsposition im Gesetz gegen Wettbewerbsbeschränkungen, Verlag Handelsblatt, 1970
- Finanzordnung der Länder im Rahmen der Verfassung, Westermann, 1970
- Die gewerblichen Staatsunternehmen in ihrer verfassungsrechtlichen und unternehmenswirtschaftlichen Bedeutung, Mohr (siebeck), 1970
- Industrie und Gemeinwesen im koordinierten Aufbau, dargestellt am Beispiel Salzgitter, Bundesanstalt f. Landeskunde u. Raumforschung, Institut f. Raumforschung, 1970
- Nationalbudget oder Gesamtfinanzplan?, Institut f. Raumforschung Bonn, 1970
- Das Nationalbudget, Duncker & Humblot, 1970
- Probleme zur rechtlichen Struktur von Stiftungsunternehmen, Lutzeyer, 1970
- Die deutsche Wirtschaft im Wiederaufbau, Niedersächs. Genossenschaftsverband e. V., 1970
- Die Stiftung als neue Unternehmensform, Westermann, 1970
- Strassenbauplanung und -finanzierung im Rahmen einer umfassenden und kritischen Bestandsaufnahme, Haus d. Technik e. V., 1970

## Quelle
- Barbara Simon: Abgeordnete in Niedersachsen 1946–1994. Biographisches Handbuch. Hrsg. vom Präsidenten des Niedersächsischen Landtages. Niedersächsischer Landtag, Hannover 1996, S. 373.